# Same Mistake
Same Mistake reprezintă cel de-al doilea single din albumul All the Lost Souls, lansat în anul 2007.

## Videoclip

Secvență din videoclip.

Videoclipul Same Mistake a fost filmat în Toronto, Canada pe 5 octombrie 2007. A fost regizat de  Jonas Åkerlund, care este bine cunoscut pentru munca sa cu alți artiști ca Madonna, sau ca Christina Aguilera. Videoclipul folosește o tehnică de filmare ciudată. Camera video îl urmărește pe Blunt într-o zi obișnuită, în care el se trezește cu o femeie frumoasă lângă el. Apoi, el își ia micul dejun și se plimbă prin cartier. După aceea, Blunt se întâlnește cu prietenii săi și apoi intră într-un magazin ca să-l jefuiască. El este dat afară de acolo și intră într-un Jeep, unde îl lasă la un club. În club, James Blunt este în centrul atenției pentru numeroase femei, chiar dacă el arată ca un zombi. Mai târziu Blunt părăsește clubul și se întoarce acasă cu una dintre femeile din acel club. Fac dragoste, chiar dacă Blunt apare detașat și plictisit. Videoclipul se termină deîndată ce Blunt cântă where did I go wrong? și apoi adoarme.

## Track-listing
CD1
1. "Same Mistake" - 4:59
2. "OpenDisc Feature" (Includes "Same Mistake" Acoustic Version) - 4:15

CD2
1. "Same Mistake" - 4:59
2. "1973" (Ashley Beedle Remix) - 6:34
3. "One of the Brightest Stars" (Live From The Garden Shed) - 3:00
4. "Same Mistake" (Video) - 3:58

7" Vinyl
1. "Same Mistake" - 4:59
2. "One of the Brightest Stars" (Live From The Garden Shed) - 3:00

## Clasament
| Clasament (2007–08)                | Poziție vârf |
| ---------------------------------- | ------------ |
| Austria (Ö3 Austria Top 40)        | 12           |
| Belgia (Ultratip Flanders)         | 3            |
| Belgia (Ultratip Wallonia)         | 3            |
| Canada (Canadian Hot 100)          | 69           |
| Cehia (Rádio Top 100)              | 72           |
| Danemarca (Tracklisten)            | 26           |
| Europa (European Hot 100 Singles)  | 69           |
| Germania (Media Control Charts)    | 27           |
| Italia (FIMI)                      | 19           |
| Olanda (Single Top 100)            | 48           |
| Portugal Digital Songs (Billboard) | 9            |
| Suedia (Sverigetopplistan)         | 25           |
| Elveția (Schweizer Hitparade)      | 21           |
| UK Singles Chart                   | 57           |
| US Adult Top 40 (Billboard)        | 32           |